# Paul Julius Reuter
Paul Julius Freiherr von Reuter (Baron Reuter, Kassel, 21. srpnja 1816. – Nica, 25. veljače 1899.), njemački poduzetnik, poznat po tome što je osnovao novinsku agenciju "Reuters Telegraphic Comp. Incorporated".
Njegovo je pravo ime zapravo bilo Israel Josphat Beer, a zanimanjem nije bio ni pisac, ni novinar, ni urednik, nego – poduzetnik. Na mnogo je mjesta zabilježeno kako je on bio spreman baviti se bilo čime samo da bi uspio u životu. U banci svoga strica počeo je raditi kao pisar kad je imao samo 13 godina. Poslije nekoliko godina zaključio je kako bi predugo trajalo dok postane bankar i počeo je raditi u nekoj nakladničkoj kući. Uvidjevši da bi bolje prolazio kad ne bi bio židovskog podrijetla – pokrstio se. Nedugo zatim preselio se u Göttingen, gdje je upoznao Gaussa, slavnog matematičara i fizičara, koji se tada bavio telegrafijom. Vidjevši to "čudo tehnike", Reuter je počeo razmišljati kako bi ga upotrijebio i zaradio novac. 
Godine 1848., pune previranja, Pariz je još bio svjetska metropola i u političkom smislu pa je odlučio ondje okušati sreću. Nakon nekog vremena došao je napokon na pravu ideju: kad je prekinuta telegrafska linija Aachen – Bruxelles, za prijenos informacija organizirao je golubinju poštu, no to je ipak završilo neuspjehom. Reuter se tada uputio u London i u središtu grada otvorio telegrafski ured. Napokon je dobro zarađivao prenoseći komercijalne informacije, no nekoliko godina nije uspio nagovoriti novine da za razumno malu naknadu, plaćenu unaprijed, od njega uzimaju vijesti iz inozemstva i objavljuju ih. Paul Julius Reuter (plemićku je titulu dobio od engleske kraljice 1871. godine, ali ju je bilježio "po njemački") bio je, dakako, uporan čovjek i 8. listopada 1858. objavljena je prva vijest s oznakom Reuter. Već sljedeće godine uslijedio je uistinu velik uspjeh: agencija Reuters prenijela je govor Napoleona III. isti dan kad ga je održao u francuskom parlamentu.